# Sony Pictures Home Entertainment
Sony Pictures Home Entertainment Inc. (аббревиатура SPHE) — подразделение дистрибуции домашнего видео Sony Pictures Entertainment, дочерней компании Sony.

## Предыстория
SPHE отвечает за распространение библиотеки Sony Pictures для домашних видео, релизов Sony Pictures Motion Picture Group (Columbia Pictures, TriStar Pictures, Sony Pictures Classics и Screen Gems) а также релизов Sony Pictures Worldwide Acquisitions (Triumph Films, Destination Films, Stage 6 Films и Affirm Films) и Crunchyroll, LLC после того, как срок действия последней компании с Universal Pictures Home Entertainment как Funimation истёк. SPHE также выпускает и распространяет продукцию от Lionsgate Home Entertainment (с 2021 года), The Walt Disney Company (с 2024 года), The Criterion Collection (с 2013 года) и Content Partners LLC (которая включает в себя продукцию от FilmDistrict (в настоящее время поглощена Focus Features), Morgan Creek Entertainment, Franchise Pictures и Revolution Studios). С 20 июня 2007 года SPHE занимается распространением детского контента, ранее обрабатываемого лейблом Sony BMG Sony Wonder.
В Канаде Columbia TriStar Home Video помогала распространять кассеты от Astral Video в 1990-х годах. У неё также есть австралийская сделка с Hoyts.